# Giovanni Ulrico di Eggenberg
Giovanni Ulrico di Eggenberg, I principe di Eggenberg, indicato da certa storiografia anche coi nomi di Anselmo Ulrico di Eggenberg o come Giovanni I (Graz, giugno 1568 – Lubiana, 18 ottobre 1634), fu principe di Eggenberg dal 1623 fino alla sua morte.
Confidente, amico personale e consigliere dell'imperatore Ferdinando II del Sacro Romano Impero, in pochi anni scalò la vetta della società imperiale della sua epoca sino ad ottenere il grado di principe e importanti incarichi dall'imperatore. Come primo ministro fu, ad inizio Seicento, il vero artefice della politica di assolutismo della dinastia degli Asburgo sui loro domini.

## Biografia

### I primi anni

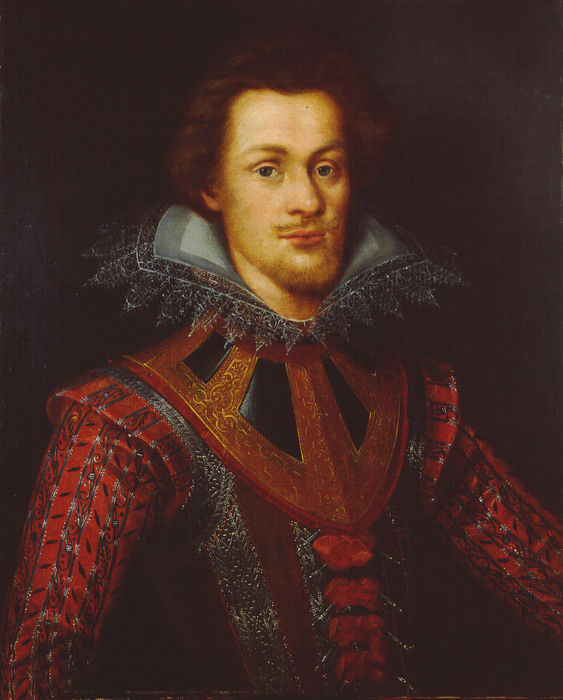
Giovanni Ulico di Eggenberg in un ritratto giovanile

Giovanni Ulrico nacque a Graz, in Austria, nel 1568, figlio primogenito di Sigfrido di Eggenberg, signore di Erbersdorf, e di sua moglie, la nobildonna Anna Benigna Galler von Schwanberg. La famiglia di origine del padre, era composta da una dinastia di mercanti originari di Graz, dove avevano fatto fortuna nel corso del XVI secolo tanto da acquistare la nobilitazione. Suo cugino era il celebre generale imperiale Ruprecht von Eggenberg. I genitori erano di fede protestante e crebbero il bambino secondo i dettami di questa religione.
Nel 1583 andò a Tübingen, nel cuore della Germania protestante, per studiare nella rinomata università protestante locale, dove ricevette una profonda educazione. Uno dei suoi compagni di studi fu Giovanni Keplero. Dopo aver completato i propri studi, s'imbarcò in un Grand Tour in Europa che lo portò a visitare i Paesi Bassi spagnoli, la Spagna e l'Italia.

### La scalata al potere

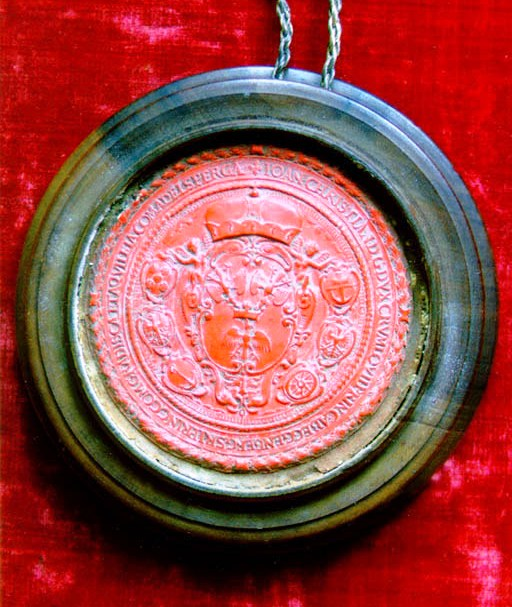
Sigillo di Anselmo Ulrico di Eggenberg

Dopo la morte di suo padre nel 1594 tornò a Graz per prendere le redini dell'amministrazione dei beni di famiglia ed iniziò la sua carriera al servizio dell'arciduca Ferdinando alla corte di Graz. Per ricoprire tale incarico dovette convertirsi alla fede cattolica e successivamente divenne uno dei principali esponenti delle correnti contro-riformiste promosse dall'arciduca. L'influenza d Giovanni Ulrico alla corte di Graz divenne tale anche per il supporto che gli diede Maria Anna di Baviera, madre di Ferdinando. In breve tempo, malgrado i dieci anni di età che li separavano, l'Eggenberg divenne ben presto uno dei più cari amici e stretti confidenti di Ferdinando, un'amicizia che durerà per tutta la vita.
L'arciduca Ferdinando venne eletto imperatore col nome di Ferdinando II nel 1619. Anselmo Ulrico venne quindi promosso alla posizione di presidente del Consiglio Privato e Ciambellano del nuovo imperatore. Egli fu di fatti come un moderno primo ministro per il Sacro Romano Impero, e de facto dal 1619 al 1634, Ferdinando II non prese mai una sola decisione senza prima sentire il consiglio dell'amico fidato e consigliere, il quale gli rimase fedele anche negli anni confusi e turbolenti della Guerra dei Trent'anni. 

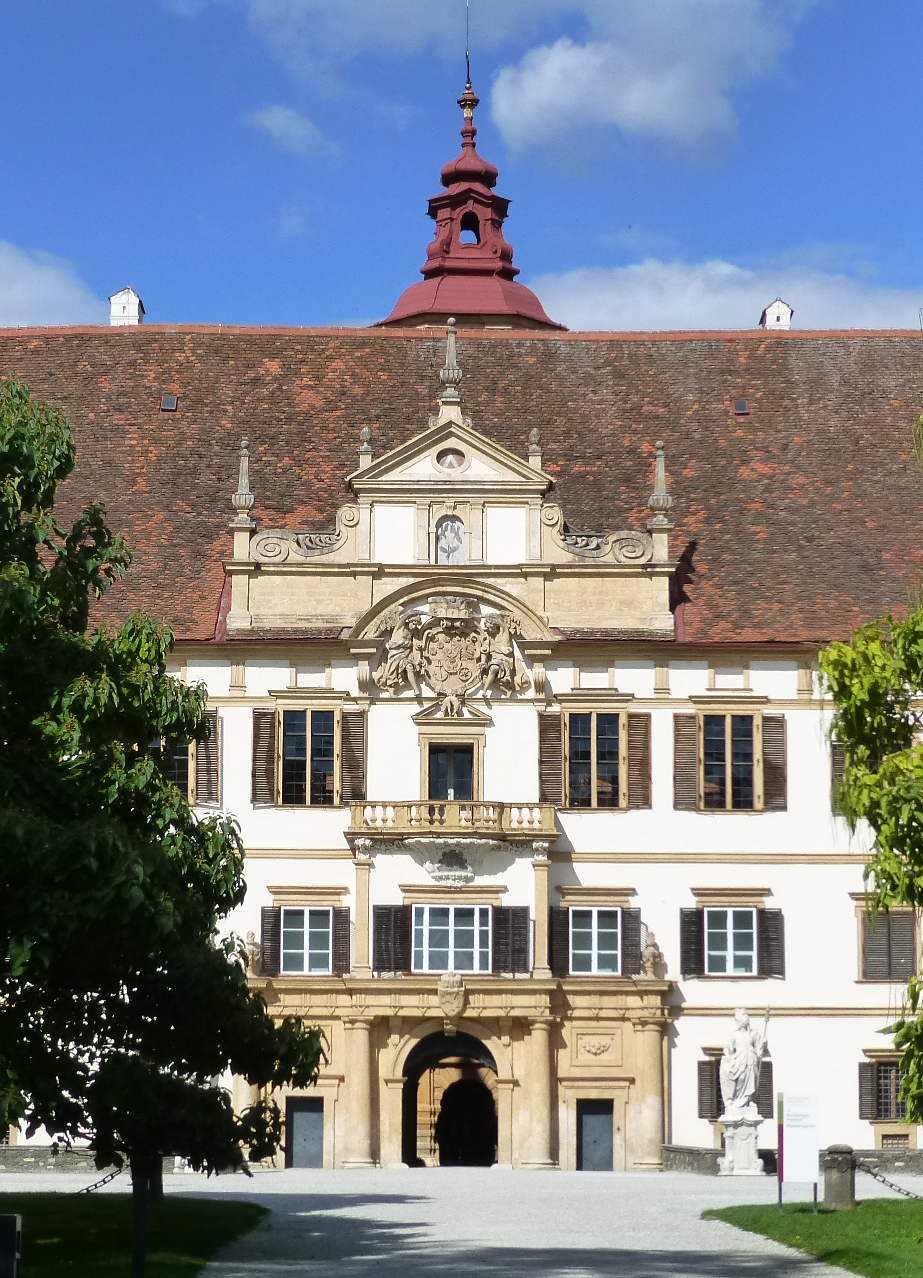
Castello Eggenberg, costruito nel 1625-35. Il portale d'ingresso riporta lo stemma degli Eggenberg

Nel 1598, tutti i membri della famiglia Eggenberg vennero elevati al rango di baroni. Nel 1620, re Filippo III di Spagna nominò Anselmo Ulrico quale cavaliere dell'Ordine del Toson d'oro. Nel 1623, Anselmo Ulrico ottenne il titolo di principe del Sacro Romano Impero (perché slegato da un vero e proprio feudo), trasmissibile anche ai suoi eredi. Dal 1628, Anselmo Ulrico venne nominato anche duca di Krumau per aver preso parte attivamente alla repressione dei movimenti protestanti in Boemia.
Al culmine della sua carriera, Anselmo Ulrico nel 1625 venne creato governatore dell'Austria Interna, governando "in nome dell'imperatore" con poteri assoluti comparabili solo a quelli dell'arciduca in persona in materia politica, legale e militare. Fu l'unico governatore non appartenente alla dinastia degli Asburgo che assurse ad una tale posizione.
Fu durante questo periodo che promosse dei lavori per il riammodernamento dell'antico castello di famiglia a Graz nelle forme di una moderna residenza, il Castello Eggenberg perché potesse rappresentare propriamente il suo status. Sfortunatamente morì prima di riuscire a vedere il progetto completato. Il castello è stato protagonista di un'emissione speciale della moneta da 10 euro coniata dall'Austria in oro nel 2002. Il 1º agosto 2010 il castello, assieme al centro storico di Graz, è stato incluso nei patrimoni dell'UNESCO.
Come ministro dell'imperatore, Anselmo Ulrico riuscì a mantenere saldamente la propria posizione malgrado i molti oppositori a corte che mal vedevano la sua facile ascesa nella gerarchia. La sua idea di governo fu quella di aiutare l'imperatore a rafforzare il suo potere centrale a scapito dei poteri collaterali che andavano sviluppandosi nelle periferie, a spese quindi delle antiche famiglie nobili e del desiderio di autonomia dei principi del regno. In questo senso, quindi, divenne uno dei principali architetti dell'assolutismo asburgico che dominò e modellò tutto il Seicento.

## Matrimonio e figli
Giovanni Ulrico sposò a Graz il 5 aprile 1598 la baronessa Maria Sidonia von Thannhausen (c. 1579 - 1614), figlia del barone Konrad von Thannhausen e di sua moglie, Dorothea von Teuffenbach. La coppia ebbe i seguenti figli:
- Maria Anna
- Maria Ottilia
- Maria Sidonia; sposò nel 1626 il conte Julius Neidhard von Mörsberg (+1642)
- Maria Francesca (1607 - m. dopo il 1679), sposò nel 1620 il conte Karl Leonhard I Harrach zu Rohrau und Thannhausen (1594 - 1645)
- Giovanni Antonio I (1610-1649), II principe di Eggenberg, II duca di Krumau, conte principesco di Gradisca, sposò nel 1639 la margravia Anna Maria von Brandenburg-Bayreuth (1609 - 1680)
- Maria Margherita Teresa (1609 - 1657), sposò in prime nozze nel 1626 il conte Adam Pavel Slavata z Chlumu a Košumberka e poi in seconde nozze il conte Michael Johann I von Althann

## Albero genealogico
|                                                       |                             |                               | Genitori                  |  |  | Nonni |  |  | Bisnonni                           |  |  | Trisnonni               |  |
|                                                       |                             |                               |                           |  |  |       |  |  | Balthasar Eckenberger zu Eggenberg |  |  | Hans Ulrich Eckenberger |  |
|                                                       |                             |                               |                           |  |  |       |  |  | Balthasar Eckenberger zu Eggenberg |  |  | Hans Ulrich Eckenberger |  |
|                                                       |                             | Barbara Giebinger             |                           |  |  |       |  |  | Balthasar Eckenberger zu Eggenberg |  |  |                         |  |
| Wolfgang di Eggenberg                                 |                             |                               |                           |  |  |       |  |  | Balthasar Eckenberger zu Eggenberg |  |  |                         |  |
|                                                       |                             | Barbara von Pain              | …                         |  |  |       |  |  |                                    |  |  |                         |  |
|                                                       |                             | Barbara von Pain              | …                         |  |  |       |  |  |                                    |  |  |                         |  |
|                                                       |                             | Barbara von Pain              | …                         |  |  |       |  |  |                                    |  |  |                         |  |
| Sigfrido di Eggenberg, signore di Erbersdorf          |                             | Barbara von Pain              |                           |  |  |       |  |  |                                    |  |  |                         |  |
|                                                       |                             | …                             | …                         |  |  |       |  |  |                                    |  |  |                         |  |
|                                                       |                             | …                             | …                         |  |  |       |  |  |                                    |  |  |                         |  |
|                                                       |                             | …                             | …                         |  |  |       |  |  |                                    |  |  |                         |  |
| Ursula Sibylla Panichar                               |                             | …                             |                           |  |  |       |  |  |                                    |  |  |                         |  |
|                                                       |                             | …                             | …                         |  |  |       |  |  |                                    |  |  |                         |  |
|                                                       |                             | …                             | …                         |  |  |       |  |  |                                    |  |  |                         |  |
|                                                       |                             | …                             | …                         |  |  |       |  |  |                                    |  |  |                         |  |
| Giovanni Ulrico di Eggenberg, I principe di Eggenberg |                             | …                             |                           |  |  |       |  |  |                                    |  |  |                         |  |
|                                                       | Georg Galler von Schwamberg | Andreas Galler von Schwamberg |                           |  |  |       |  |  |                                    |  |  |                         |  |
|                                                       | Georg Galler von Schwamberg | Andreas Galler von Schwamberg |                           |  |  |       |  |  |                                    |  |  |                         |  |
|                                                       | Georg Galler von Schwamberg | Catharina von Zobelsberg      |                           |  |  |       |  |  |                                    |  |  |                         |  |
| Sigmund Galler von Schwanberg                         | Georg Galler von Schwamberg |                               |                           |  |  |       |  |  |                                    |  |  |                         |  |
|                                                       |                             | Margarethe Geymann            | …                         |  |  |       |  |  |                                    |  |  |                         |  |
|                                                       |                             | Margarethe Geymann            | …                         |  |  |       |  |  |                                    |  |  |                         |  |
|                                                       |                             | Margarethe Geymann            | …                         |  |  |       |  |  |                                    |  |  |                         |  |
| Anna Benigna Galler von Schwanberg                    |                             | Margarethe Geymann            |                           |  |  |       |  |  |                                    |  |  |                         |  |
|                                                       |                             | Georg III von Herberstein     | Leonhard von Herberstein  |  |  |       |  |  |                                    |  |  |                         |  |
|                                                       |                             | Georg III von Herberstein     | Leonhard von Herberstein  |  |  |       |  |  |                                    |  |  |                         |  |
|                                                       |                             | Georg III von Herberstein     | Barbara von Lueg          |  |  |       |  |  |                                    |  |  |                         |  |
| Anna von Herberstein                                  |                             | Georg III von Herberstein     |                           |  |  |       |  |  |                                    |  |  |                         |  |
|                                                       |                             | Margaretha von Rottal         | Christoph von Rottal      |  |  |       |  |  |                                    |  |  |                         |  |
|                                                       |                             | Margaretha von Rottal         | Christoph von Rottal      |  |  |       |  |  |                                    |  |  |                         |  |
|                                                       |                             | Margaretha von Rottal         | Catharina von Pottenbrunn |  |  |       |  |  |                                    |  |  |                         |  |
|                                                       |                             | Margaretha von Rottal         |                           |  |  |       |  |  |                                    |  |  |                         |  |